# Conus australis
Espèce
Statut de conservation UICN

 LC  : Préoccupation mineure
Conus australis est une espèce de mollusques gastéropodes marins de la famille des Conidae.
Comme toutes les espèces du genre Conus, ces escargots sont prédateurs et venimeux. Ils sont capables de « piquer » les humains et doivent donc être manipulés avec précaution, voire pas du tout.

## Description
La taille de la coquille varie entre 40 mm et 123 mm. La coquille est cannelée à distance sur toute sa surface. Les interstices sont généralement plans, parfois finement granuleux. Les canaux sont étroits et striés longitudinalement. La spire est très élevée, acuminée, striée, parfois obscurément minusculement coronée. La couleur de la coquille est brun jaunâtre, avec de courtes lignes irrégulières longitudinales châtain clair, et des nuages de la même couleur formant trois bandes obscures interrompues. .

## Distribution
Cette espèce marine est présente au large du Japon et dans la mer de Chine méridionale ; également au large de la Nouvelle-Calédonie et des Philippines.

### Niveau de risque d’extinction de l’espèce
Selon l'analyse de l'UICN réalisée en 2011 pour la définition du niveau de risque d'extinction, cette espèce se trouve au sud du Japon, à travers Taiwan jusqu'aux Philippines. On la trouve également autour de l'Inde, dans l'ouest de la Thaïlande et dans les îles Salomon (C. a. gabryae) ainsi qu'à Fidji. L'absence de menaces, l'abondance relative à l'état sauvage et la vaste aire de répartition de cette espèce ont conduit à une évaluation de préoccupation mineure.

## Taxonomie

### Publication originale
L'espèce Conus australis a été décrite pour la première fois en 1802 par le naturaliste danois Hans Severin Holten (1770-1805),,.

### Synonymes
- Asprella alabasteroides Shikama, 1963 · non accepté
- Asprella australis (Holten, 1802) · non accepté
- Conus (Asprella) armadillo gabryae L. Raybaudi, 1989 · non accepté
- Conus (Phasmoconus) australis Holten, 1802 · appellation alternative
- Conus armadillo gabryae L. Raybaudi, 1989 · non accepté
- Conus australis Lamarck, 1810 · non accepté
- Conus cebuganus da Motta & R. Martin, 1982 · non accepté
- Conus duplicatus G. B. Sowerby I, 1823 · non accepté
- Conus gabryae Korn & Röckel, 1992 · non accepté
- Conus gracilis G. B. Sowerby I, 1823 · non accepté
- Conus strigatus Hwass, 1792 · non accepté
- Graphiconus australis (Holten, 1802) · non accepté

## Identifiants taxonomiques
Chaque taxon catalogué par les bases de données biologiques et taxonomiques possède un identifiant qui permet d'établir un point de référence. Les identifiants de Conus australis dans les principales bases sont les suivants :
AFD : Conus_(Phasmoconus)_australis - BOLD : 596824 - CoL : XWYC - GBIF : 5795751 - iNaturalist : 431851 - TAXREF : 94314 - UICN : 192291 - 